# Буква (Крешево)
Буква је насељено место у Босни и Херцеговини у општини Крешево. Административно припада Федерацији Босне и Херцеговине, односно њеном Средњобосанском кантону. Према попису становништва из 2013. у насељу је било 102 становника, а већинску популацију чинили су Хрвати.

## Становништво
По последњем службеном попису становништва из 2013. године у овом насељу живело је 102 становника, а село је било етнички хомогено са већинском хрватском популацијом.
| Националност | 2013. | 1991.        | 1981.        | 1971.        |
| Бошњаци      | —     | 37 (22,70%)  | 55 (23,11%)  | 61 (24,50%)  |
| Хрвати       | —     | 126 (77,30%) | 182 (76,47%) | 187 (75,10%) |
| Срби         | —     | 0            | 0            | 1 (0,40%)    |
| Југословени  | —     | 0            | 1 (0,42%)    | 0            |
| Укупно       | 102   | 163          | 238          | 249          |